# Jan Kapras mladší
Jan Kapras (19. března 1940, Praha, Protektorát Čechy a Morava – 25. února 2001 Praha, Česko) byl český genetik, lékař, vysokoškolský učitel.

## Životopis
Narodil se v rodině právníka a národohospodáře Jana Kaprase, který v té době působil v Praze. V roce 1964 až 1965 byl sekundárním lékařem OÚNZ v Bruntále. Byl zakládajícím členem Společnosti lékařské genetiky v roce 1967. V letech 1965 až 1969 byl řádným aspirantem na 1. lékařské fakultě Karlovy university v Praze. Od roku 1969 až do roku 1989 byl na této fakultě odborným asistentem, později docentem v biologického ústavu a oddělení lékařské genetiky a člen Výboru Československé společnosti lékařské genetiky. V roce 1993 se stal přednostou Biologického ústavu. Byl členem Evropské společnosti lékařské genetiky. Od roku 1968 do roku 1970 byl členem KSČ. Poté byl vyškrtnut. Následovalo omezení odborného růstu a zahraničních kontaktů.

## Kariéra v datech
- 1957 odmaturoval na gymnáziu v Praze
- 1957/58 - 1962/63 studium medicíny v Praze na 1. LF UK a promoval 1.7.1963
- 1978 získal diplom kandidáta věd
- 1989 habilitoval na docenta pro obor genetika
- 1990 se stal hlavním odborníkem pro obor lékařská genetika
- 1993 člen vědecké rady 1. lékařské fakulty a odborným konzultantem Ministerstva zdravotnictví ČR pro obor klinická genetika
- 2000 člen pracovní skupiny Vědecké rady Ministerstva zdravotnictví

## Dílo
- Kapras J. a kol. : Pokroky v lékařské genetice 1992 Avicenum Praha
- Publikace a přednášková činnost v oblasti diagnostiky a prevence dědičných chorob a vrozených vad. Více než 200 publikací a přednášek v ČR a zahraničí. Spoluautor skript a učebnic z oboru biologie a genetiky.